# Eupithecia orbaria
Eupithecia orbaria är en fjärilsart som beskrevs av Swinhoe 1904. Eupithecia orbaria ingår i släktet Eupithecia och familjen mätare. Inga underarter finns listade i Catalogue of Life.